# Donna Edwards
Donna F. Edwards (Yanceyville, 28 giugno 1958) è una politica statunitense, membro della Camera dei Rappresentanti per lo stato del Maryland dal 2008 al 2017.
La Edwards, avvocato, è conosciuta per essere un'agguerrita attivista; nel 2009 è stata arrestata a Washington insieme ad alcuni altri Rappresentanti (Jim McGovern, Jim Moran, Lynn Woolsey, Keith Ellison e John Lewis) perché protestavano davanti all'ambasciata del Sudan contro il conflitto del Darfur.

## Biografia
Nata a Yanceyville, nella Carolina del Nord, si laurea in inglese e spagnolo presso la Wake Forest University  dove era una delle sole sei donne di colore nella classe del 1980. Dopo aver lavorato per la Lockheed Corporation presso il Goddard Space Flight Center con il programma Spacelab, si laurea in giurisprudenza nel 1989 presso il Franklin Pierce Law Center (ora noto come University of New Hampshire School of Law). Edwards ha lavorato per il deputato democratico del Maryland Albert Wynn come impiegata nei primi anni Ottanta.
Nel 2006 partecipa alle primarie democratiche proprio contro Wynn, criticandolo per i suoi voti a sostegno della guerra in Iraq, l'abrogazione dell'imposta sulla proprietà, la riforma sulla bancarotta del 2005 e sostenendo che era troppo conservatore e alleato dei repubblicani. Viene sconfitta per poco, ottenendo il 46,4% dei voti contro il 49,7% di Wynn. Ci riprova nelle primarie del 2008 sconfiggendo questa volta Wynn con il 60% dei voti. In seguito alle dimissioni di Wynn, vince un'elezione speciale il 17 giugno 2008 per portare a termine i pochi mesi rimasti sino alla fine naturale del mandato, diventando la prima afro-americana a rappresentare il Maryland al Congresso degli Stati Uniti.
Nelle elezioni del novembre 2008, sconfigge il candidato repubblicano Peter James con l'85% dei voti.  Nel 2016 corre per il Senato degli Stati Uniti per sostituire Barbara Mikulski, che va in pensione, invece di candidarsi per la rielezione al suo seggio al Congresso, ma è sconfitta da Chris Van Hollen nelle primarie democratiche. Lascia l'incarico al Congresso nel gennaio 2017.